# Hallusvuori
Hallusvuori este o arie protejată (arie specială de conservare — SAC, sit de importanță comunitară — SCI) din Finlanda întinsă pe o suprafață de 19,1 ha, integral pe uscat.

## Localizare
Centrul sitului Hallusvuori este situat la coordonatele 60°33′23″N 22°01′37″E / 60.5564°N 22.0269°E.

## Înființare
Situl Hallusvuori a fost declarat sit de importanță comunitară în mai 2002 pentru a proteja un număr necunoscut de specii din flora spontană și fauna sălbatică aflate în arealul zonei. Situl a fost protejat și ca arie specială de conservare în aprilie 2015.

## Biodiversitate
Situată în ecoregiunea boreală, aria protejată conține 1 habitat natural: Taiga vestică.
La baza desemnării sitului se află un număr nedeclarat de specii protejate.